# Leucothoe griffithiana
Leucothoe griffithiana är en ljungväxtart som beskrevs av Charles Baron Clarke. Leucothoe griffithiana ingår i släktet Leucothoe och familjen ljungväxter. Utöver nominatformen finns också underarten L. g. sessilifolia.